# 제21회 부산국제단편영화제
제21회 부산국제단편영화제는 2004년 5월 5일에 열린 시상식이다.

## 수상 및 후보

### 최우수작품상(국제경쟁)
- 잘돼가? 무엇이든 - 이경미 수상

### 우수작품상(국제경쟁)
- 로커스트 - 빅트릭 씽 수상

### 심사위원특별언급상(국제경쟁)
- 정현아~ - 강준원 수상
- 히치하이킹 - 최진성 수상
- 라디오 드림스 - 윤지원 수상

### 감독상(교보생명상)
- 길 - 정민영 수상

### 관객상(한국경쟁)
- 빵과 우유 - 원신연 수상

### 촬영상(후지필름상)
- 15 - 로이스톤 탄 수상

### 민송상
- 곁의 여자 - 유성엽 수상
- 어떤 짧은 여행 - 타논 삿타루자웡 수상